# Saint-Germain-et-Mons
 Saint-Germain-et-Mons  (en occitano Sent Germa e Monts) es una población y comuna francesa, situada en la región de Aquitania, departamento de Dordoña, en el distrito de Bergerac y cantón de Bergerac-2.

## Demografía
| 491 | 464 | 455 | 486 | 523 | 606 |
| Para los censos de 1962 a 1999 la población legal corresponde a la población sin duplicidades (Fuente: INSEE [Consultar]) |     |     |     |     |     |